# Pegaspargază
Pegaspargaza este o enzimă utilizată ca agent chimioterapic, mai exact în tratamentul leucemiei limfoblastice acute (LLA). Este un conjugat covalent de L-asparaginază derivată din Escherichia coli cu monometoxi-polietilenglicol. Căile de administrare disponibile sunt cea intravenoasă și cea intramusculară.
Molecula a fost aprobată pentru uz medical în Statele Unite ale Americii în anul 1994. Se află pe lista medicamentelor esențiale ale Organizației Mondiale a Sănătății.